# マイ・ブレイヴ・フェイス
「マイ・ブレイヴ・フェイス」(My Brave Face)は、1989年にポール・マッカートニーが発表した楽曲、及び同曲が収録されたシングルである。

## 概要
アルバム『フラワーズ・イン・ザ・ダート』からの先行シングル。1988年の2月頃にマッカートニーがエルビス・コステロと行ったセッションの最初にレコーディングされたが、その時のテイクは使用されなかった。この曲の完全なバージョンは同年の11月頃、イギリスのオリンピック・スタジオでレコーディングされ、そのテイクが使用されている。この本レコーディングの際には、音楽プロデューサーであり本曲のプロデュースも担当したミッチェル・フルームも参加した。
マッカートニーは、1989年夏に発行されたファンクラブ会報にて、「アルバムからのファーストシングルは「My Brave Face」という曲で、僕とエルビス（コステロ）が一緒に書いたんだ。僕らは、どちらも先入観を持たずに一から曲を書き始めて、その中の一つが「My Brave Face」で、良かったよ。なんか60年代っぽい感じがして、聴いてみるといいんだけどね。」と語っている。
また、プロデューサーのフルームは「まあ、ヒットしそうな感じではあったんだけどね。ちょっと変わった曲だけど、フックがあって、ベースラインが良くて、ポジティブで、歌詞が良くて、メロディが良くて、そういうのが全部詰まった曲だったんだ。〈中略〉当時、このミックスを聴いたとき、80年代ということもあって、とてもいい音に聴こえたんだ」と語っている。
7インチ・シングルでは2曲入りで、12インチ・シングルやCDシングルではファッツ・ドミノのカヴァー2曲が追加された。

## 収録曲
- マイ・ブレイヴ・フェイス - My Brave Face
- フライング・トゥ・マイ・ホーム - Flying To My Home

12インチ・シングル / CD シングル
- マイ・ブレイヴ・フェイス - My Brave Face
- フライング・トゥ・マイ・ホーム - Flying To My Home
- アイム・ゴナ・ビー・ア・ウィール・サムディ - I'm Gonna Be A Wheel Someday
- エイント・ザット・ア・シェイム - Ain't That A Shame

## ミュージック・ビデオ
ミュージックビデオはロジャー・ランが監督を務めたもので、1989年4月に撮影が行われた。ミュージック・ビデオにはマッカートニーと当時のサポートメンバーらがこの曲を演奏する映像に加え、マッカートニーのグッズを盗もうとする日本の熱狂的ファンが登場し、最終的に逮捕されるという架空のシーンも含まれている。
また、ビートルズやウイングス時代の貴重映像も大量に収録されており、1990年に行われたブリット・アワードの「ベスト・ビデオ部門」にノミネートされた。

## クレジット
- ポール・マッカートニー - リード・ボーカル、バッキング・ボーカル、ベース、アコースティック・ギター、タンバリン
- ロビー・マッキントッシュ - アコースティック・ギター、エレクトリック・ギター
- ヘイミッシュ・スチュアート - バッキング・ボーカル、アコースティック・ギター、エレクトリック・ギター
- クリス・ウィッテン - ドラムス
- ミッチェル・フルーム - キーボード
- デヴィッド・ローズ - EBowギター
- クリス・ホワイト - サクソフォン
- クリス・デイヴィス - サクソフォン